# Carlo Vincenzo Maria Ferreri Thaon
Pour les articles homonymes, voir Ferreri et Thaon (homonymie).
Carlo Vincenzo Maria Ferreri Thaon o.p., né le 13 avril 1682 à Nice (alors comté de Nice des États de Savoie) et mort le 9 décembre 1742 à Verceil, est un cardinal italien du XVIIIe siècle.

## Biographie
Carlo Vincenzo Ferreri Thaon est nommé évêque d'Alessandria della Paglia en 1727.
Le pape Benoît XIII le crée cardinal lors du consistoire du 6 juillet 1729. Le cardinal Ferreri est transféré comme évêque de Verceil en 1729. Il participe au conclave de 1730 (élection de Clément XII) et à celui de 1740 (élection de Benoît XIV).